# Julio César Britos
Julio César Britos Vázquez (ur. 18 maja 1926 w Montevideo, zm. 27 marca 1998) – piłkarz urugwajski, napastnik.
Jako piłkarz CA Peñarol wraz z reprezentacją Urugwaju wziął udział w Copa América 1947, gdzie zagrał w sześciu meczach – z Kolumbią (zdobył bramkę), Chile, Boliwią, Paragwajem (zdobył bramkę), Peru i Argentyną. W turnieju tym Urugwaj uplasował się na trzecim miejscu – za Argentyną i Paragwajem. W karierze Britosa były to jedyne mistrzostwa Ameryki Południowej.
Britos był członkiem reprezentacji Urugwaju, która zdobyła mistrzostwo świata w 1950 roku, jednak podczas turnieju nie zagrał w żadnym meczu. Po mistrzostwach przeniósł się do Europy, gdzie grał w klubie Real Madryt.
W reprezentacji Urugwaju od 2 grudnia 1947 do 6 kwietnia 1952 rozegrał łącznie 11 meczów, podczas których zdobył 6 bramek.